# Баласинешты
Баласинешты (рум. Balasinești, Баласинешть) — село в Бричанском районе Молдавии. Относится к сёлам, не образующим коммуну.

## География
Село расположено на высоте 162 метра над уровнем моря.

## Население
По данным переписи населения 2004 года, в селе Баласинешты проживает 2472 человека (1197 мужчин, 1275 женщин).
Этнический состав села:
| Национальность | Число жителей | Процентный состав |
| -------------- | ------------- | ----------------- |
| молдаване      | 2394          | 96,84             |
| украинцы       | 43            | 1,74              |
| румыны         | 26            | 1,05              |
| русские        | 9             | 0,36              |
| Всего          | 2472          | 100 %             |

## Интересные факта
По состоянию на май 2015 года в селе отсутствовало центральное водоснабжение и газопровод.